# 多羽裸叶粉背蕨
多羽裸叶粉背蕨（学名：Aleuritopteris nuda）为中国蕨科粉背蕨属下的一个种。

## 扩展阅读
維基物種上的相關：多羽裸叶粉背蕨